# 楊儒門
楊儒門（1978年12月24日—），臺灣農民及社運人士，彰化縣二林鎮人，以「白米炸彈客」知名。

## 家庭及早年
楊儒門生於彰化一普通農家，於家中排行第二。高中就讀彰化縣秀水高工電機科，但於高二時以志趣不合為由申請休學；在校期間課業表現普通，平時話少，但與同學相處融洽。離校後旋即應徵中華民國陸軍101兩棲偵察營（海龍蛙兵）入伍，2000年12月退役後解甲歸田、歸鄉務農；2002年父母離異後隨父遷居基隆並轉行雞販為生。
楊儒門之妻邱宇馨為其繼妹，兩人於炸彈案前已開始戀愛，即使為戀人/夫妻關仍互稱「妹妹」與「二哥」，楊獲赦出獄後不久即於2007年12月12日上午10時基隆地方法院與其公證結婚；婚日當晚仍不忘社運到立法院外聲援樂生療養院。兩人婚後育有長女楊農（~2007生）及幼女楊田（~2008生）。

## 白米炸彈案
2002年1月1日，中華民國以臺澎金馬個別關稅領域名義加入世界貿易組織，並因此同時開放稻米進口，對台灣稻農的生計構成了短期但劇烈的衝擊，亦於世代在彰化務農種米的楊儒門心中種下了不滿的種子。2003年11月13日，楊於臺北市大安森林公園男廁所放置第一顆爆裂物，內含「炸彈勿按」字條、黑火藥、汽油、雷管及電池啟動器。11月22日，財政部財稅資料中心前人行道上的電話亭內發現貼有電腦打字「炸彈，不要進口稻米，政府要照顧人民」、側面寫有「拉發」的飲料罐，內含黑火藥、汽油、電池、引線、開關及一小包白米。此後楊再於北臺灣放置多枚炸彈，除了一件在新竹、一件在中壢之外，其餘絕大部份都在台北，媒體開始使用「白米炸彈客」稱呼楊。期間楊亦匿名投書媒體，除承認放置炸彈責任外，也表達「不要進口稻米」、「政府要照顧人民」的訴求。2004年11月12日，楊儒門於中華民國教育部大樓外紅磚道放置第17顆、亦是其案中最後一顆爆裂物；兩週後（26日）楊儒門由胞弟陪同至警局自首，當時普遍認為其製作爆裂物技能是在海龍蛙兵服役時所習得。
2005年1月24日，臺灣臺北地方法院檢察署（臺北地檢署）依恐嚇、非法製造炸彈等罪名將楊儒門起訴。檢方表示，楊儒門犯案所用專業技能是利用服役期間向一名受過爆破訓練的情治人員學習所得知識，之後結合其透過網路、電視、書籍自行鑽研所知悉的警方辦案與採證技巧，加上作案前反覆、細心地勘驗、評估現場與周邊環境，才能連續作案17件均未被警方緝獲。
2005年10月19日，臺灣臺北地方法院（臺北地院）依據《槍砲彈藥刀械管制條例》判處楊儒門有期徒刑7年6個月，併科罰金新臺幣10萬元（臺北地院94年重訴字第3號刑事判決）。楊儒門的辯護律師丁榮聰說，楊儒門早預料到結果，但與預期5年有期徒刑落差太大，「雖然他（楊儒門）神情鎮定，仍感到失望。」楊儒門先是表示不會上訴，後又改口表示對判決結果無法接受、故決定上訴。臺灣高等法院（臺灣高院）二審改判有期徒刑5年10個月，併科罰金新臺幣10萬元（臺灣高院94年矚上訴字第7號判決）。
2005年11月21日，楊儒門在臺灣臺北看守所擬定書面聲明〈我的決心─楊儒門獄中絕食抗議聲明〉，表態將絕食抗議WTO第六次部長級會議。
2005年12月13日10時整至同月19日10時整，楊儒門在臺北看守所展開連續絕食144小時，以抗議WTO第六次部長級會議；聲援楊儒門聯盟則於同月13日於立法院中興大樓召開記者會聲援楊儒門，國立清華大學中國文學系教授方聖平代楊儒門宣讀書面聲明。楊儒門表示，臺灣農民追求的是公平交易、不是自由貿易的迷思。
2006年2月17日，楊儒門入獄服刑。2007年6月19日，中華民國總統陳水扁在基隆市參加中華民國海軍一三一艦隊端午節餐會時，說楊儒門「其情可憫，並已服刑年餘，表現良好，應無再犯之虞」，宣布特赦楊儒門。2007年6月21日，陳水扁簽署特赦令「華總一義字第09600080361號」，特赦楊儒門；同日，臺灣自強外役監獄收到特赦令，楊儒門被立即釋放；但特赦令依法務部建議，只免除剩餘刑期，仍保留前科。2014年4月，楊儒門的古巴及日本農業考察計劃因自身前科受阻。

## 後續發展
2007年8月4日，印刻出版舉辦楊儒門新書《白米不是炸彈》發表會，書中集結楊儒門獄中書信和文章。在該書發表會上，楊儒門說，他不會再使用激烈的炸彈引爆問題，而是要用文字和誠意；他要走遍全臺灣，拜訪各個農民團體，研究有機農法，為臺灣農業尋找出路。楊儒門同時表態反對政治人物不斷加碼老農津貼。
2008年7月18日，楊儒門在臺北市忠孝東路四段248巷成立248農學市集，自任248農學市集召集人。
2009年3月，楊儒門接受《自由時報》專訪時表示，ECFA若內容不當，將會傷害臺灣農業。但2016年蔡英文政府上任後延續曾經被民主進步黨稱為「糖衣毒藥」的ECFA，《自由時報電子報》悄悄刪除該文。
2011年8月1日，楊儒門與郭鎮維等人進駐新北市瑞芳區猴硐國民小學舊校區，成立「猴硐生態教育園區」。郭鎮維表示，此為永續經營計劃，希望結合社區以及大眾之力，實踐友善環境的在地生活理念。
2011年12月17日，2012年中華民國總統選舉第二場電視辯論會第二階段公民提問，楊儒門於提問時批評，三位總統候選人馬英九、蔡英文、宋楚瑜都未反對《土地徵收條例》修正案：「立法院通過《土地徵收條例》修正案，在場三位都沒有提出反對意見，也不願提出在條文中加入公平正義公義原則。在此表達農團對各位的『叉叉』（╳╳）。」楊儒門又問三人，支不支持將總統府前停車場「變成農田，種植有機無毒的農產品」；馬英九答「很有創意」、「還需要做進一步的評估」，宋楚瑜答「我覺得事實上有困難」，蔡英文未回答。楊儒門在電視辯論會會後公民團體記者會說，馬英九、蔡英文與宋楚瑜都像太極拳高手，難度高的問題不答，簡單的問題也沒有正面回應；他說，下一場辯論會如沒有像看電影一樣有點心、爆米花，他就不來了；他又說，「叉叉」（╳╳）的意思就是他很不高興，但是礙於公開場合發言「不太好意思直接就在現場罵髒話」，他只好自動把髒話消音。
2012年6月19日，楊儒門接受《聯合報》訪問時直言，讓他放棄激進抗議手段的，不是入獄的經歷，而是他覺得向政府抗爭的效果不大：例如臺灣進口美國牛肉問題等重大農產品開放政策，政府對外談判的代表都不是農業專家，「政府決定要犧牲某一個農產品來換貿易自由化，誰去講都沒用。」他認為，政府在開放臺灣農產品市場時考量的標準是誰的產值大、利益糾葛大，「沒選票的產業常是被犧牲的對象。」他說，臺灣農民爭取的是公平交易，若國外競爭者能站在同一基礎上競爭，「臺灣農民沒在怕」；但他質疑，政府在準備開放農產品市場前，對於進口農產品的檢疫、原產地標示等配套機制仍漏洞百出，「臺灣農民真的能和競爭者站在同一平臺上較量嗎？」他說，「臺灣農民好騙但難教」；教導臺灣農民種出健康、有機、具競爭力的產品，才是臺灣農業面對臺灣加入WTO後新一輪市場開放的最大本錢。
2012年6月21日，楊儒門說：「臺灣農業的特色與劣勢，在於小農太多。小農只會悶著頭耕種，卻不會行銷、販賣，這是臺灣農業最大的致命傷。因此我建議：政府應該從提供場地、提供教育機會與篩選機制，有計畫地輔導小農成立248特色農夫市集，創造更多農民與消費者溝通、接觸的機會，才能讓臺灣小農走出自己的路。……我也希望國人盡量選擇國產、當季食材，這樣一定可以減少生病機會，讓身體更健康，還可降低食物程與碳排放；人人實際身體力行，才能真正保護環境，從根本善待臺灣農民。」
2013年7月18日，楊儒門與友人李建誠帶著兩桶油漆到總統府前潑漆，當場被執勤兵與警察逮捕，帶回臺北市政府警察局中正第一分局介壽路派出所偵訊，隨後移送臺北地檢署複訊；他自稱犯罪動機是大埔事件，「我要抗議政府拆大埔」；臺北地檢署檢察官複訊後，認為無羈押必要、且潑漆屬言論自由範疇，將他們請回。
2015年4月2日，風傳媒報導，臺北農產運銷公司原定由官派5名臺北市政府產業發展局人士參與，但臺北市市長柯文哲決定讓出一席董事給楊儒門；楊儒門表示，臺灣農產品產銷制度不合理、需要改變，他將會先了解臺北農產運銷公司運作再討論如何改變，有改變才值得高興。
2016年10月24日，楊儒門說，只要颱風侵襲臺灣導致菜價漲，許多人關心菜價太貴，卻沒人關心農民的損失；農民好不容易收成一些菜要換點錢彌補損失，政府卻用進口蔬菜來平抑物價，有誰關注到農民的心在淌血；完全執政的蔡英文政府把菜價高漲的責任推給臺北農產運銷公司內部人事鬥爭，根本是推諉卸責，令人搞不懂是誰在執政。
2017年12月15日，時代力量新北市第十二選舉區立法委員黃國昌到新北市金山區金山老街呼籲選民在其罷免案投票時投下不同意票，楊儒門公開支持黃國昌，「黃國昌從去年開始協助我們，但我們不會告訴別人是他來幫忙」。
2020年12月21日，楊儒門、精神科醫師蘇偉碩、台灣民間反瘦肉精毒豬聯盟赴美國在台協會台北辦事處，反對美國強迫台灣進口含萊克多巴胺的美國豬肉。楊儒門直言，反萊豬不等於反美，美國強迫台灣進口萊豬的行為才是真正破壞台美關係。美國在台協會無人出面回應。
2025年3月，楊儒門接受《聯合報》專訪，提到反中情緒時直言，很多台灣人認為「美國保護，才能抵抗中國」，他認為最大問題在於「台灣因為自卑，才導致自己弱小」：瑞典、芬蘭等國人口與武力都不比台灣，台灣人卻總覺得「認一個祖宗、認一個爸爸，才可以抵抗中國」。

## 衍生作品

### 自傳
- 《白米不是炸彈》，臺北縣中和市：印刻出版，2007年8月1日出版，ISBN 9789866873270

### 電影
- 2014年，導演卓立以白米炸彈案為腳本改編拍攝電影《白米炸彈客》，由演員黃健瑋飾演楊儒門。

## 外部連結
- 楊儒門的Facebook專頁
- YouTube上的楊儒門頻道